# Jakob Isbert (Priester)
Jakob Isbert (* 15. August 1846 in Kirchsahr; † 27. Dezember 1888 in Trier) war ein deutscher römisch-katholischer Priester der Diözese Trier, der sich im Kulturkampf engagierte.

## Leben
Jakob Isbert, Sohn eines gleichnamigen Lehrers und der Katharina Liethert aus Houverath, legte 1865 in Trier das Abitur ab und absolvierte anschließend das dortige Priesterseminar. Nach der Priesterweihe am 28.  oder 29. August 1869 wurde er Kaplan an der (im Zweiten Weltkrieg zerstörten) St.-Gervasius-Kirche in Trier, wo ab 1871 Georg Friedrich Dasbach ebenfalls als Kaplan wirkte.
1872 wurde Isbert Subrektor am bischöflichen Konvikt. Er beteiligte sich am öffentlichen Protest gegen das Missionsverbot für die Redemptoristen und wurde wegen Beleidigung der königlichen Regierung angeklagt. Matthias Eberhard, Bischof von Trier, setzte sich über die im Rahmen der Kulturkampfes erlassenen Gesetze hinweg und berief Isbert auf die freigewordene Pfarrstelle in Namborn, ohne dies zuvor den königlich-preußischen Behörden wie vorgeschrieben anzuzeigen, worauf Landrat Karl Hermann Rumschöttel Isbert öffentlich eine gesetzwidrige Amtshandlung vorwarf. Am 18. Oktober 1873 wurde ihm durch den Namborner Bürgermeister Wilhelm Woytt die Nutzung des Pfarrhauses verboten und er konnte Namborn nur noch heimlich bei Nacht besuchen. Tagsüber hielt er sich im Fürstentum Birkenfeld auf. In seiner Abwesenheit wurde Isbert in elf Verfahren bis Sommer 1874 zu insgesamt 3.100 Talern Geldstrafe oder zwei Jahren und sieben Monaten Haft verurteilt und musste mehrfach ins Fürstentum Birkenfeld fliehen.
Am 6. Juli 1874 wurde er verhaftet, woraufhin es zu massiven Auseinandersetzungen zwischen Polizei und Pfarrangehörigen kam. Der Namborner Aufruhr zählte zu den schwersten Konflikten in der Diözese Trier. Am 28. Juli 1874 wurde Isbert aus dem Regierungsbezirk Trier ausgewiesen und in Saarbrücken inhaftiert. Am 22. Januar 1877 wurde er – chronisch an Rheuma erkrankt – aus der Haft entlassen und aus Preußen ausgewiesen. Er ging in die bayerische Rheinpfalz und übernahm zum 26. Januar 1877 die Stelle eines Kaplaneiverwesers in Herxheim. Zum 16. September 1878 wurde er als Hilfspriester der Gemeinde Edesheim (Diözese Speyer) zugewiesen. Am 1. November 1883 wechselte er auf die Stelle des Vikars in Linz am Rhein.
Isbert, der am Karfreitag 1884 einen Schlaganfall erlitten hatte, von dem er sich „nur langsam“ erholte, wurde am 24. Oktober desselben Jahres durch den Oberpräsidenten der Rheinprovinz begnadigt. Die Verschlechterung seines Gesundheitszustands zwang Isbert indessen zur Aufgabe des Vikariats in Linz. Er begab sich in die Pflegeanstalt der barmherzigen Brüder zu Trier, wo er im Alter von 42 Jahren starb.